# Tiffeny Milbrett
Tiffeny Carleen Milbrett, mais conhecida como Tiffeny Milbrett (Portland, 23 de outubro de 1972), é uma futebolista estadunidense que atua como atacante. Atualmente, joga pelo FC Gold Pride.